# Eagle (Colorado)
Eagle é uma cidade  localizada no estado americano do Colorado, no Condado de Eagle.

## Demografia
Segundo o censo americano de 2000, a sua população era de 3032 habitantes.
Em 2006, foi estimada uma população de 4919, um aumento de 1887 (62.2%).

## Geografia
De acordo com o United States Census Bureau tem uma área de
6,1 km², dos quais 6,1 km² cobertos por terra e 0,0 km² cobertos por água. Eagle localiza-se a aproximadamente 2012 m acima do nível do mar.

## Localidades na vizinhança
O diagrama seguinte representa as localidades num raio de 40 km ao redor de Eagle.